# Tachymeter (Geodäsie)

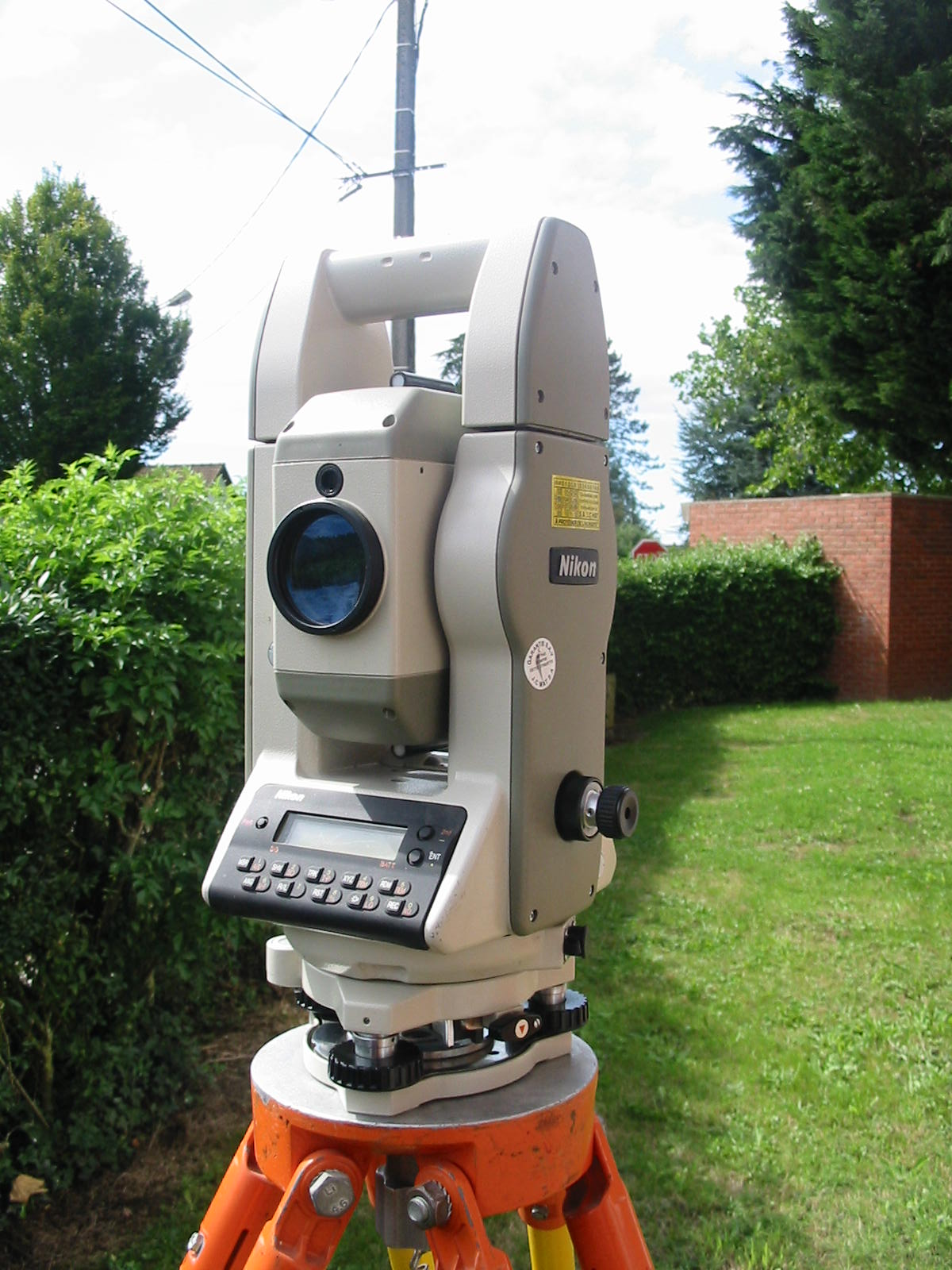
Tachymeter

Das Tachymeter (altgr. ταχύς tachýs ‚schnell‘ und μέτρον métron ‚Maß‘, ‚Maßstab‘) ist ein Gerät, mit dem man Horizontalrichtungen, Vertikalwinkel und – anders als mit einem Theodolit – auch die Schrägstrecke (die schräg gemessene Entfernung) zum Zielpunkt ermitteln kann. Es dient zur raschen Auf- und Einmessung von Punkten.
Es werden optische und elektronische Tachymeter unterschieden. In letzteren ist außer elektronischen Messmodulen auch ein automatischer Datenfluss in das Speichermedium bzw. das Auswertegerät realisiert. Spezielle Tachymeter haben heute eine automatische Zielerfassung oder sogar Zielverfolgung, die auf der Miniaturisierung und Arbeitsgeschwindigkeit elektronischer Bauteile und optischer CCD-Sensoren beruht.

## Optische Tachymeter
Optische Tachymeter werden in nichtreduzierende optische Tachymeter und selbstreduzierende optische Tachymeter unterschieden:

### Nichtreduzierende optische Tachymeter
Bei den Tachymetertheodoliten (niederer und mittlerer Genauigkeitsbereich) werden mit Hilfe von Distanzstrichen, die sich als Teil des Fadenkreuzes auf der Strichplatte befinden, auf einer Nivellierlatte Abschnitte optisch abgelesen und dann die Schrägstrecken daraus abgeleitet. Die Horizontalrichtungen und Vertikalwinkel werden wie beim Theodolit abgelesen. Bei den Tachymeterbussolen wird die Schrägstrecke genauso ermittelt. Bei Nivelliertachymetern kann man die Horizontalentfernung wegen der horizontalen Visur direkt an der Nivellierlatte ablesen.

### Selbstreduzierende optische Tachymeter
Sie sind in der Lage, die Strecke automatisch auf die Horizontale zu reduzieren. Reduktionstachymeter sind zum Beispiel Schiebe-, Diagramm- oder Doppelbildreduktionstachymeter.

### Optisch-elektronische Tachymeter
Sie sind eine Kombination eines optischen Theodolits mit einem aufgesetzten oder integrierten elektrooptischen Distanzmesser. Die Richtung wird optisch auf einem Horizontalkreis abgelesen. Bei einigen Geräten kann diese Teilkreisteilung auch in digitaler Form erscheinen. Die Streckenmessung wird mit einem elektrooptischen Distanzmesser realisiert. Der Leistungsumfang eines solchen Distanzmessgerätes kann dem der elektronischen Tachymeter (Totalstationen) entsprechen. Die Höhenmessung erfolgt in der Regel trigonometrisch. Hierbei errechnet sich der Höhenunterschied aus dem Zenitwinkel und der Schrägstrecke oder der Horizontalstrecke.

## Elektronische Tachymeter (Totalstationen)

### Funktionsweise
Elektronische Tachymeter messen die Richtungen nach dem Zielvorgang selbsttätig, die Distanzen werden durch elektronische Distanzmessung ermittelt. Dabei wird entweder nur die Laufzeit oder bei präziseren Tachymetern Laufzeit und Phasenverschiebung eines ausgesandten und im Zielpunkt reflektierten Lichtstrahls gemessen. Das Licht der Trägerwelle liegt im infraroten Bereich oder im nahen Infrarot des Lichtspektrums. Die Reflexion des Lichtstrahls im Zielpunkt erfolgt in einem angezielten, retroreflektierenden Tripel-Prisma (siehe Tripelspiegel, je nach Größe Reichweiten bis etwa 10 km) oder auf reflektierende Folien (Reichweite wenige hundert Meter).
Moderne Tachymeter sind optional mit Laserentfernungsmessern ausgestattet, die reflektorlos auf nahezu jeder Oberfläche messen können. Reichweite und Genauigkeit dieser sog. DR-Messungen (direct reflex) sind jedoch etwas geringer als jene der o. g. Infrarot-Messung auf Tripelspiegel, weshalb beide Methoden nebeneinander genutzt werden. Ausschlaggebend für Reichweite und Genauigkeit ist hauptsächlich die Beschaffenheit der angezielten Oberfläche hinsichtlich ihrer Reflexions-Eigenschaften (so eignen sich helle Flächen weit besser als dunkle). Die verschiedenen Tachymeter-Baureihen der diversen Hersteller bieten je nach Geräte-Klasse Reichweiten von 15 bis knapp über 2000 m.

### Datenverarbeitung
Die Messwertbestimmung (Richtung und Distanz) erfolgt vollautomatisch auf elektronischem Wege. Zur Datenspeicherung sind meistens Rechner angeschlossen. Bei modernen Tachymetern sind Verarbeitungsprogramme und entsprechende Speicher oft integriert. Die Daten (dreidimensionale Messpunkte) können sofort mit entsprechenden Computerprogrammen zweidimensional (z. B. Bauaufnahme von Fassaden/Grundrissen) oder auch dreidimensional abgebildet und als dxf-Datei exportiert werden. Meist wird jedoch ein 3D-Modell generiert, da eine Datenreduktion zum Zweidimensionalen mit jedem CAD-Programm zu späterem Zeitpunkt auch noch möglich ist.

### Motorisierte Tachymeter
Die neueste Generation von Tachymetern verfügt über elektrisch angetriebene Seiten- und Höhentriebe. Diese ermöglichen unter anderem die automatische Anzielung des Tripelspiegels und die Zielverfolgung. Außerdem kann ein Tachymeter eine vordefinierte Serie mehrerer Punkte vollautomatisch vermessen. Auf diese Weise werden beispielsweise die Deformationen der Bogenstaumauer des Lai da Nalps überwacht, welche durch den Bau des Gotthard-Basistunnels entstehen könnten.
Im sogenannten „Einmannbetrieb“ kann der Benutzer am Gerät eingespart werden, und die Bedienung erfolgt nur mehr vom Reflektor aus. Die Motorisierung spielt hierbei eine tragende Rolle, da das Gerät den Reflektor kontinuierlich verfolgen muss. Um eingangs das Auffinden des Messprismas zu erleichtern, muss das Tachymeter eine sogenannte „Zielsuche“ besitzen. Während Einmannstationen der ersten Generation durchwegs lange Suchzeiten hatten, verfügen moderne Geräte über zusätzliche Sensoren, die bei der Zielsuche helfen. Topcon entwickelte eine Infrarot-gesteuerte Suche, die den Messbereich einschränkt und zusätzlich die Messung auf mehreren Kanälen zulässt. Das hat zur Folge, dass bei der Arbeit mit mehreren Reflektoren nicht immer der zum Tachymeter nächste, mit der größten Signalstärke, verfolgt wird, sondern jener mit einer bestimmten Frequenz, somit erfolgt die wichtige eindeutige Zuweisung zwischen Tachymeter und Reflektor. Der Hersteller Trimble generiert die eindeutige Zielzuweisung mittels Aktivprisma, bei dem ein Diodenring über einen Quadrantensensor detektiert wird.

### Bildgebende Tachymeter
Die Tachymeter der Zukunft setzen auf die Nutzung von Bildinformation während der Messung. Das Messbild wird einerseits zu Dokumentationszwecken verwendet, andererseits kann es aktiv in den Messprozess integriert werden. Die Anzielung der Punkte muss nicht mehr über das Okular erfolgen, sondern kann direkt im Bild vorgenommen werden. Digitale Zoom- oder sogar optische Vergrößerungsfunktionen ermöglichen auch die exakte Detailanzielung. Die Messung kann vom Tachymeter direkt oder via WLAN vom Feldrechner oder PC ausgeführt werden. Gemessene Objekte und Punkte, die im Live-Bild angezeigt werden, helfen die Übersichtlichkeit zu bewahren. Eingebaute Scanningfunktionen ermöglichen das flächenhafte Abtasten von Messobjekten und helfen so bei der Erstellung von realistischen 3D-Fotomodellen.
Im Einmannbetrieb, bei dem die Bedienung der Totalstation vom Reflektor aus erfolgt, wird das Live-Bild, das vom Tachymeter aufgenommen wird, über WLAN auf den Feldrechner übertragen, womit beispielsweise eine bildunterstützte Absteckung ermöglicht wird. Unter den bildgebenden Tachymetern können die Leica TS15, Trimble VX und Topcon Imaging Station (IS) genannt werden, wobei nur letztere über eine optische Vergrößerung sowie eine koaxial angeordnete Kamera verfügt.

## Gerätehersteller
- Breithaupt
- Geo-Fennel
- GeoMax
- Hilti
- Leica
  - Kern 1992 zu Leica Geosystems
  - Wild 1990 in Leica Geosystems aufgegangen
- Miller (bis ca. 1990)
- Nikon
- Sokkia
- Topcon
- Trimble
  - Carl Zeiss (historisch) in Trimble Navigation aufgegangen
  - Geodimeter (1997 zu Spectra Precision[3], 2000 in Trimble Navigation aufgegangen)[4]
- Pentax